# Donatia
Donatia är ett släkte av tvåhjärtbladiga växter. Donatia ingår i familjen Stylidiaceae.
Kladogram enligt Catalogue of Life:
| Donatia | \| \| Donatia fascicularis \| \| \| \| \| \| Donatia novae-zelandiae \| \| \| \| |
|         | \| \| Donatia fascicularis \| \| \| \| \| \| Donatia novae-zelandiae \| \| \| \| |
|         | Forstera                                                                         |
|         |                                                                                  |
|         | Levenhookia                                                                      |
|         |                                                                                  |
|         | Oreostylidium                                                                    |
|         |                                                                                  |
|         | Phyllachne                                                                       |
|         |                                                                                  |
|         | Stylidium                                                                        |
|         |                                                                                  |
|         | Donatia fascicularis                                                             |
|         |                                                                                  |
|         | Donatia novae-zelandiae                                                          |
|         |                                                                                  |

|  | Donatia fascicularis    |
|  |                         |
|  | Donatia novae-zelandiae |
|  |                         |

## Bildgalleri

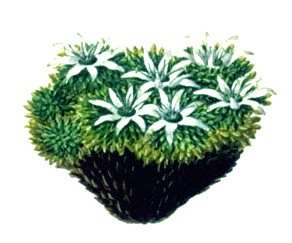
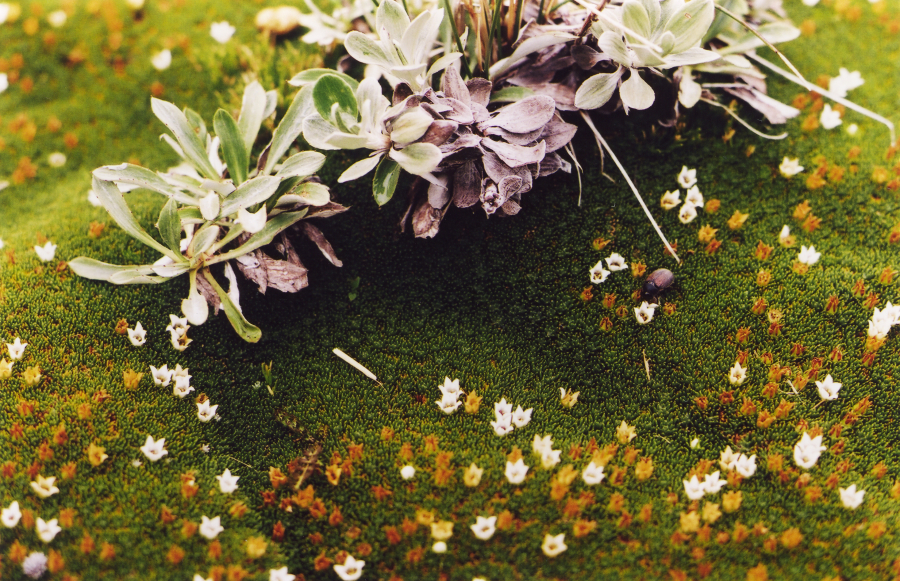